# Dorothe Engelbretsdotter
Dorothe Engelbretsdotter, norveška pisateljica, * 16. januar 1634, Bergen, † 19. februar 1716, Bergen.
Dorothe Engelbretsdotter velja za prvo priznano norveško žensko pisateljico; njeno prvo delo, Siælens Sang-offer', je bilo izdano leta 1678.